# Пјано (Ровиго)
Пјано је насеље у Италији у округу Ровиго, региону Венето.
Према процени из 2011. у насељу је живело 361 становника. Насеље се налази на надморској висини од -1 м.